# Гархва (округ)
Гархва (хинди गढवा जिला; англ. Garhwa) — округ в индийском штате Джаркханд. Образован 1 апреля 1991 года из части территории округа Паламу. Административный центр — город Гархва. Площадь округа — 4044 км². По данным всеиндийской переписи 2001 года население округа составляло 1 035 464 человека. Уровень грамотности взрослого населения составлял 39,2 %, что значительно ниже среднеиндийского уровня (59,5 %). Доля городского населения составляла 4,1 %.